# ميروسلاف فيليب
ميروسلاف فيليب Miroslav Filip (ولد في 27 أكتوبر 1928 – ومات في 27 أبريل 2009) كان لاعب شطرنج تشيكي يحمل لقب أستاذ كبير.

## ألقاب
- نال لقب أستاذ دولي عام 1953، ولقب أستاذ كبير عام 1955.

## إنجازات
- فاز ببطولة تشيكوسلوفاكيا ثلاث مرات أعوام 1950، 1952، 1954.
- مثل تشيكوسلوفاكيا اثني عشر مرة في أولمبياد الشطرنج بين عامي 1952 و1974 بنتيجة إجمالية (62 فوز و104 تعادل و24 خسارة)

## تصنيف
- بلغ تصنيفه 2510 نقطة في عام 1971.

## روابط خارجية
- ميروسلاف فيليب على موقع مباريات الشطرنج (الإنجليزية)
- ميروسلاف فيليب على موقع 365Chess.com (الإنجليزية)
- ميروسلاف فيليب على موقع Chesstempo.com (الإنجليزية)
- ميروسلاف فيليب سجل أولمبياد الشطرنج على موقع OlimpBase.org (الإنجليزية)